# Antoni Kozubal
Antoni Kozubal, né le 18 août 2004 à Krosno en Pologne, est un footballeur international polonais qui évolue au poste de milieu défensif au Lech Poznań.

## Biographie

### Carrière en club
Né à Krosno en Pologne, Antoni Kozubal commence le football au Beniaminek Krosno avant de rejoindre en 2017 son club de cœur et dont il rêve de porter les couleurs depuis son plus jeune âge, le Lech Poznań, où il poursuit sa formation.
Il fait ses débuts en professionnel le 14 mars 2021, contre le Piast Gliwice, en championnat. Il entre en jeu à la place de Dani Ramírez et les deux équipes se neutralisent ce jour-là (0-0). Avec cette apparition il devient à 16 ans 5 mois et 24 jours le deuxième plus jeune joueur de l'histoire du club.
Il est sacré champion de Pologne en 2021-2022,,.
Le 23 février 2023, Antoni Kozubal est prêté au GKS Katowice.

### En sélection
Entre 2019 et 2020 il joue six matchs avec l'équipe de Pologne des moins de 16 ans et marque un but.
Le 23 mars 2022, il fait sa première apparition avec les moins de 18 ans contre la Suisse, où il se fait remarquer en délivrant une passe décisive (2-2 score final).
En novembre 2024, Antoni Kozubal est convoqué pour la première fois avec l'équipe nationale de Pologne, étant l'une des surprises de la liste du sélectionneur Michał Probierz avec son coéquipier Michał Gurgul. Il honore sa première sélection lors de ce rassemblement, le 15 novembre 2024 contre le Portugal. Il entre en jeu à la place de Krzysztof Piątek et voit son équipe s'incliner par cinq buts à un. Il est le 70e joueur du Lech Poznań à jouer pour l'équipe nationale polonaise.

## Palmarès

### En club
Lech Poznań
- Championnat de Pologne (2) :
  - Champion : 2022 et 2025.